# Christofer Johnsson
Christofer Johnsson (Stockholm, 1972. augusztus 10. –) svéd zenész, a Therion együttes alapítója és gitárosa. Korábbi együttesei: Carbonized, Liers in Wait, Messiah és Demonoid. A Vörös Sárkány mágikus rend tagja, és a mára már nem működő Dark Age Music kiadó alapítója. 2006. március 21-én jelentette be, hogy a továbbiakban énekesként nem, csak gitárosként vesz részt a Therionban.

## A kezdetek
Már gyerekkorában is szívesen hallgatott klasszikus zenét és egyre inkább felkeltette az érdeklődését apja 50-es és 60-as évekbeli rockzenéje is. A rádióban ekkortájt hallható popzenét a húros hangzás uralta, és bár ennek csak egy csekély hányada felelt meg Christofer ízlésének, valamilyen hatással ez is volt rá. Progresszív rockot hétéves korában hallott először, egy norvég tévéadó gyermekműsorának főcímdalaként. Kilencévesen kezdte hallgatni a The Beatles-t, akik szintén bronz- és húros hangzást alkalmaztak például a Penny Lane c. számukban is.
11 éves korában vett fordulatot a zenei ízlése, amikor is olyan hard rock együtteseket kezdett hallgatni, mint az Accept, a Judas Priest, a W.A.S.P., az Iron Maiden, a Saxon, a Motörhead, a Venom, a Manowar, Ozzy Osbourne, a Black Sabbath és a Uriah Heep – akik közül többen is alkalmaztak nagyzenekari elemeket egyes számaikban. 14 éves korától kezdett olyan "nyersebb" heavy metal együtteseket hallgatni, mint például a Metallica, a Slayer és az Anthrax. Egyik barátja egy alkalommal lejátszotta neki a Scorpions együttes egyik albumának B-oldalát, Christofer pedig azonnal szerelembe esett a Scorpions régebbi albumaival. Ezeken az albumokon még Uli Roth gitározott, aki aztán később otthagyta az együttest és megalapította az Electric Sun-t. Hosszas keresgélés után Christofer sikeresen felkutatta az egyik albumukat – és első hallgatásra csalódott bennük. Egy idő után aztán mégis elővette őket újra, és ekkor már őrülten a megszállottjukká vált. Azóta is úgy gondolja, hogy a Therion szimfonikus albumain a leginkább talán Uli Roth hatása érvényesül.

## Zenei felszerelés
Gitárok
- 2 Gibson Les Paul Custom
- Gibson Les Paul Standard
- Gibson Les Paul Studio (ekkoriban csak tartalék gitárként)

Erősítők
- Mesa Boogie Triaxis
- Mesa Boogie 2:90

Hangszórók
- Marshall 4x12"

Effektusok
- TC Electronics G-Major Multi-FX

Egyebek
- Sennheiser wireless
- Sennheiser in-ear monitor system
- Behringer FCB1010 midikapcsoló
- Boss Noise Suppressor
- Ernie Ball húrok: 010-esek és 011-esek